# Leptoclinides grandistellus
Leptoclinides grandistellus är en sjöpungsart som beskrevs av Kott 2004. Leptoclinides grandistellus ingår i släktet Leptoclinides och familjen Didemnidae. Inga underarter finns listade i Catalogue of Life.